# 3DXML
3DXMLは、ダッソー・システムズにより、3DVIAブランドの下で開発されたプロプライエタリな3Dファイル形式である。3DXMLは、公開仕様のXMLコンテナを使用している。なお、3DCGを表現するためのISO標準のXMLベースのファイル形式であるX3Dと混同すべきではない。

## 対応
今日に至るまで、3DXML形式はダッソー・システムズの製品ラインによってのみサポートされてきた。その内、3D XML Playerは、Windows上で3D XMLファイルの表示を可能にする単体アプリケーションである。また、3DVIA Playerは、Windowsプラットフォーム上で利用可能な無料プレイヤーであり（Mac OS Xは対応終了）、3D XML形式をウェブブラウザ内でオフライン/オンラインに表示することを可能とする。

## ライセンス
ダッソー・システムズは、3DXML形式に関する文書の如何なる請求者に対してもロイヤリティフリーな年間ライセンスを提供している。しかしながら、このライセンスは内部事業のみを許可している。